# Campionato Europeo Velocità 2012
Il campionato Europeo Velocità 2012 è stato la trentaduesima edizione della competizione motociclistica Europea.

## Stagione
La classe Superstock 600 del campionato Europeo si disputa in concomitanza con le gare in territorio europeo del campionato mondiale Superbike, pertanto il calendario si articola in dieci prove con inizio il 31 marzo e termine il 7 ottobre.
Per quanto concerne le altre categorie, ossia la Moto3 (con alcuni piloti equipaggiati con le 125), la Supersport e la Superstock 1000, i titoli sono stati assegnati tramite gara unica domenica sette ottobre presso il circuito di Albacete in Spagna.
Nella Moto3, dove partecipano cinque case costruttrici, si impone l'italiano Matteo Ferrari con una Honda del team San Carlo Junior. Ferrari taglia il traguardo con un margine di soli tre millesimi su Juan Francisco Guevara (FTR-Honda). Terzo, a meno di due decimi dal vincitore, si posiziona Kevin Calia, anch'egli su Honda del team Elle 2 Ciatti. La Supersport vede prevalere nettamente i piloti Yamahaː quattro nelle prime quattro posizioni e sette in totale nei primi dieci. A tagliare il traguardo per primo è Jordi Torres, del team Laglisse, con un margine di oltre 23 secondi sull'austriaco Stefan Kerschbaumer. Terzo, a oltre mezzo minuto da Torres, si posiziona Angel Poyatos del team Halcourier MS.  Nella graduatoria riservata agli under 20 si impone Oscar Climent, anch'egli su Yamaha.
Il campione Europeo della Superstock 1000 è Carmelo Morales, su di una Kawasaki del team Laglisse, che chiude la gara con poco meno di un secondo di vantaggio sul connazionale e compagno di marca Iván Silva. Equipaggiato con BMW, al terzo posto si posiziona un altro spagnoloː Javier Forés. La classifica speciale riservata ai piloti under 20 va a Albert Santamaria, anch'egli su Kawasaki.

## Calendario
| Data      | Nazione | Circuito | Vincitori        | Vincitori    | Vincitori       |
| Data      | Nazione | Circuito | Classe 125/Moto3 | Supersport   | Superstock 1000 |
| --------- | ------- | -------- | ---------------- | ------------ | --------------- |
| 7 ottobre | Spagna  | Albacete | Matteo Ferrari   | Jordi Torres | Carmelo Morales |

## Le classi

### Classe 125/Moto3
Fonte:

#### Arrivati al traguardo
| Pos. | Nº | Pilota                 | Squadra                 | Motocicletta | Giri | Tempo     | Tipologia  |
| ---- | -- | ---------------------- | ----------------------- | ------------ | ---- | --------- | ---------- |
| 1º   | 31 | Matteo Ferrari         | San Carlo Junior T.     | Honda        | 18   | 28:51.206 | Moto3      |
| 2º   | 58 | Juan Francisco Guevara | Wild Wolf-BST           | FTR Honda    | 18   | +0.003    | Moto3      |
| 3º   | 74 | Kevin Calia            | Elle 2 Ciatti           | Honda        | 18   | +0.169    | Moto3      |
| 4º   | 6  | María Herrera          | Monlau Competición      | Honda        | 18   | +3.580    | Moto3      |
| 5º   | 55 | Alejandro Medina       | Team Medina             | Honda        | 18   | +3.668    | Moto3      |
| 6º   | 89 | Fraser Rogers          | R.Steps Foundation/K    | KRP M3-01    | 18   | +3.736    | Moto3      |
| 7º   | 98 | Wayne Ryan             | R.Steps Foundation/K    | KRP M3-01    | 18   | +7.513    | Moto3      |
| 8º   | 28 | Josep Rodriguez        | Wild Wolf-BST           | FTR Honda    | 18   | +8.450    | Moto3      |
| 9º   | 65 | Philipp Öttl           | HP-Moto-Kalex           | Kalex-KTM    | 18   | +9.019    | Moto3      |
| 10º  | 97 | Jules Danilo           | JEG Fury Junior Ipon    | Honda        | 18   | +9.110    | Moto3      |
| 11º  | 32 | Ana Carrasco           | JHK T-Shirt Laglisse    | Honda        | 18   | +9.121    | Moto3      |
| 12º  | 71 | Livio Loi              | Marc VDS-BS-Moto3 T.    | Honda        | 18   | +9.239    | Moto3      |
| 13º  | 96 | Manuel Pagliani        | Gabrielli Team Italia   | Honda        | 18   | +18.652   | Moto3      |
| 14º  | 95 | Michael Ecklmaier      | EMR                     | Honda        | 18   | +18.938   | Moto3      |
| 15º  | 99 | Scott Deroue           | Stylo Team-Scott Deroue | Honda        | 18   | +20.835   | Moto3      |
| 16º  | 27 | Alexandre Sirerol      | The Family Team         | Honda        | 18   | +22.722   | Moto3      |
| 17º  | 73 | Heidel Klaus           | ADAC Sachsen Leistun    | Honda        | 18   | +23.757   | Moto3      |
| 18º  | 16 | Andrea Migno           | Speed Master            | Honda        | 18   | +44.493   | Moto3      |
| 19º  | 18 | Alejandro Canovas      | H43 Team Nobby          | Honda        | 18   | +1:00.309 | Moto3      |
| 20º  | 90 | Adrian Gyutai          | H-Moto Team             | Honda        | 18   | +1:02.571 | Classe 125 |
| 21º  | 84 | Loris Cresson          | LC84 Promotion/DC Af    | Honda        | 18   | +1:02.637 | Moto3      |
| 22º  | 61 | Monserrat Costa        | J. Costa                | Honda        | 18   | +1:03.724 | Moto3      |
| 23º  | 12 | Emeil M. Petersen      | Nordgren Racing         | Honda        | 18   | +1:13.083 | Moto3      |
| 24º  | 21 | Michael Ruben Rinaldi  | Gabrielli Team Italia   | Honda        | 18   | +1:20.729 | Moto3      |
| 25º  | 10 | Félix Nassi            | Ajo Motorsport Junior   | Honda        | 18   | +1:28.668 | Classe 125 |
| 26º  | 72 | Alex Persson           | Nordgren Racing         | Honda        | 18   | +1:28.709 | Classe 125 |
| 27º  | 33 | Federico Fuligni       | Gabrielli Team Italia   | Oral         | 17   | +1 giro   | Moto3      |
| 28º  | 44 | Daniel Hermansson      | Team Hermansson         | Honda        | 17   | +1 giro   | Classe 125 |

#### Ritirati
| Nº | Pilota           | Squadra              | Motocicletta | Giri | Tipologia  |
| -- | ---------------- | -------------------- | ------------ | ---- | ---------- |
| 17 | John McPhee      | R.Steps Foundation/K | KRP M3-01    | 6    | Moto3      |
| 9  | Jorge Navarro    | Bradol Project Harc  | Honda        | 5    | Moto3      |
| 24 | Marcos Ramírez   | Monlau Comp.         | FTR Honda    | 4    | Moto3      |
| 11 | Albert Arenas    | Motorrad O2-Honda    | Honda        | 4    | Moto3      |
| 19 | Gabriel Rodrigo  | RBA                  | Honda        |      | Moto3      |
| 37 | Pedro Rodriguez  | Speed Master         | Honda        |      | Moto3      |
| 66 | Eduardo Alayon   | Team Machado         | Honda        |      | Moto3      |
| 86 | Henning Flathaug | Spring Energy        | Honda        |      | Classe 125 |

### Supersport
Fonte:

#### Arrivati al traguardo
| Pos. | Nº | Pilota              | Squadra               | Motocicletta | Giri | Tempo     |
| ---- | -- | ------------------- | --------------------- | ------------ | ---- | --------- |
| 1º   | 18 | Jordi Torres        | JHK T-Shirt Laglisse  | Yamaha       | 20   | 31:07.852 |
| 2º   | 89 | Stefan Kerschbaumer | Kerschbaumer          | Yamaha       | 20   | +23.604   |
| 3º   | 24 | Angel Poyatos       | Halcourier MS         | Yamaha       | 20   | +32.152   |
| 4º   | 6  | Michal Prasek       | Rohac Fejta Motoraci  | Yamaha       | 20   | +33.545   |
| 5º   | 22 | Daniel Bukowski     | Suzuki GRANDys duo T  | Suzuki       | 20   | +34.511   |
| 6º   | 28 | Niki Tuuli          | Niki Tuuli Racing Oy  | Yamaha       | 20   | +35.239   |
| 7º   | 42 | Eemeli Lahti        | Motomarket Racing T.  | Triumph      | 20   | +38.408   |
| 8º   | 7  | Toprak Razgatlıoğlu | Aware Racing          | Yamaha       | 20   | +43.442   |
| 9º   | 57 | Sebastien Zielinski | Team Recykl           | Yamaha       | 20   | +47.034   |
| 10º  | 19 | Alejandro Esteban   | Too Fast Racing       | Kawasaki     | 20   | +47.104   |
| 11º  | 29 | Janos Chrobak       | Team Chrobak          | Yamaha       | 20   | +47.733   |
| 12º  | 33 | Marek Szkopek       | Team Recykl           | Yamaha       | 20   | +47.861   |
| 13º  | 23 | Igor Kalab          | MF Corse              | Triumph      | 20   | +53.807   |
| 14º  | 90 | Francisco Fernandez | Tablas –FK1           | Yamaha       | 20   | +58.043   |
| 15º  | 85 | Ferrán Torrento     | Team Torrento         | Yamaha       | 20   | +1:01.521 |
| 16º  | 87 | Ignacio Contreras   | Extremadura Junior T  | Kawasaki     | 20   | +1:09.156 |
| 17º  | 82 | Karel Pešek         | Asko-KC Intermoto     | Kawasaki     | 20   | +1:10.302 |
| 18º  | 49 | Martin Partelpoeg   | Motodepoo T.Green     | Yamaha       | 20   | +1:18.617 |
| 19º  | 17 | Rene Torpsgaard     | Mcspecialisten Racing | Kawasaki     | 20   | +1:20.096 |
| 20º  | 32 | Jochen Rotter       | Team Bogoly           | Suzuki       | 20   | +1:26.060 |
| 21º  | 74 | Jesse Maikola       | Team Maikola          | Yamaha       | 20   | +1:26.374 |
| 22º  | 53 | Guillermo Llano     | Dosan Motor           | Yamaha       | 20   | +1:30.224 |
| 23º  | 14 | Andre S. Pires      | SBK/IncortCar         | Suzuki       | 19   | +1 giro   |
| 24º  | 97 | Bernat Crespi       | Team TMT              | Yamaha       | 19   | +1 giro   |
| 25º  | 35 | Natalia Florek      | Team Recykl           | Yamaha       | 19   | +1 giro   |

#### Ritirati
| Nº | Pilota            | Squadra               | Motocicletta | Giri |
| -- | ----------------- | --------------------- | ------------ | ---- |
| 21 | Unai Fernandez    | Dosan Motor           | Yamaha       | 19   |
| 10 | Sergio Mora       | Halcourier MS         | Kawasaki     | 15   |
| 77 | Matias Cassano    | Team Laglisse         | Yamaha       | 15   |
| 79 | Aitor Garcia      | Dosan Motor           | Yamaha       | 11   |
| 11 | Alexey Ivanov     | DMC Racing            | Honda        | 8    |
| 45 | Caroline Olsen    | Caroline Olsen Racing | Yamaha       | 7    |
| 81 | David Latr        | Motorpower            | Yamaha       | 3    |
| 25 | Thomas Sigvartsen | Sigvartesen-Racing    | Honda        |      |
| 26 | Christoffer Goth  | Solhaven Road R.      | Kawasaki     |      |

### Superstock 1000
Fonte:

#### Arrivati al traguardo
| Pos. | Nº | Pilota            | Squadra                | Motocicletta | Giri | Tempo     |
| ---- | -- | ----------------- | ---------------------- | ------------ | ---- | --------- |
| 1º   | 31 | Carmelo Morales   | JHK T-Shirt Laglisse   | Kawasaki     | 20   | 30:17.849 |
| 2º   | 1  | Iván Silva        | Kawasaki PL Racing     | Kawasaki     | 20   | +0.846    |
| 3º   | 12 | Javier Forés      | Motorrad Competicion   | BMW Motorrad | 20   | +8.543    |
| 4º   | 23 | Adrián Bonastre   | Team Suzuki            | Suzuki       | 20   | +10.754   |
| 5º   | 11 | Kyle Smith        | Wild Wolf-BST          | Kawasaki     | 20   | +11.217   |
| 6º   | 51 | Santiago Barragán | Kawasaki PL Racing     | Kawasaki     | 20   | +11.444   |
| 7º   | 34 | Javier Del Amor   | Team Suzuki            | Suzuki       | 20   | +21.490   |
| 8º   | 44 | Kevin Coghlan     | DMC Racing             | Ducati       | 20   | +29.688   |
| 9º   | 24 | Marko Jerman      | MD Suzuki GRANDys du   | Suzuki       | 20   | +34.075   |
| 10º  | 39 | Jorge Arroyo      | Andalucia Cadiz Arco   | Kawasaki     | 20   | +51.943   |
| 11º  | 45 | Michaal Filla     | BMW Sikora Motorsport  | BMW          | 20   | +56.321   |
| 12º  | 22 | Sergio Ortega     | Albaracing Motor Sport | Kawasaki     | 20   | +1:01.175 |
| 13º  | 13 | Andreas Meklau    | Suzuki GRANDys duo T   | Suzuki       | 20   | +1:01.267 |
| 14º  | 99 | Michal Drobny     | BMW Motorrad Czech R   | BMW          | 19   | +1 giro   |
| 15º  | 9  | Ulrik Dossing     | Solhaven Road-Racing   | Suzuki       | 19   | +1 giro   |
| 16º  | 48 | Albert Santamaria | Prolimit Racing        | Kawasaki     | 19   | +1 giro   |
| 17º  | 81 | Eduardo Salvador  | BMW Easyrace           | BMW          | 19   | +1 giro   |
| 18º  | 79 | Simon Oeland      | Mcspecialisten R.      | Kawasaki     | 19   | +1 giro   |
| 19º  | 21 | David Ourednicek  | Dafit Motoracing       | BMW          | 19   | +1 giro   |
| 20º  | 35 | Mario Peru        | E-Skull                | BMW          | 18   | +2 giri   |
| 21º  | 8  | Marko Erceg       | BMW Motorrad Czech R   | BMW          | 18   | +2 giri   |

#### Ritirati
| Nº | Pilota            | Squadra              | Motocicletta | Giri |
| -- | ----------------- | -------------------- | ------------ | ---- |
| 19 | Raúl Gomez        | BMW Easyrace         | BMW          | 17   |
| 53 | Antonio Alarcos   | Alarcos Racing by GT | Kawasaki     | 8    |
| 65 | Ole Bjørn Plassen | Team Plassen         | Ducati       | 8    |

### Superstock 600

#### Prime cinque posizioni
| Posizione | Pilota               | Motocicletta | Italia (bandiera) | Paesi Bassi (bandiera) | Italia (bandiera) | San Marino (bandiera) | Spagna (bandiera) | Rep. Ceca (bandiera) | Regno Unito (bandiera) | Germania (bandiera) | Portogallo (bandiera) | Francia (bandiera) | Punti |
| --------- | -------------------- | ------------ | ----------------- | ---------------------- | ----------------- | --------------------- | ----------------- | -------------------- | ---------------------- | ------------------- | --------------------- | ------------------ | ----- |
| 1         | Michael van der Mark | Honda        | 3                 | 1                      | 4                 | 1                     | 2                 | 1                    | 2                      | 1                   | 1                     | 1                  | 219   |
| 2         | Riccardo Russo       | Yamaha       | 1                 | 5                      | 1                 | 2                     | 1                 | 3                    | 1                      | 2                   | 2                     | 2                  | 207   |
| 3         | Gauthier Duwelz      | Yamaha       | 10                | 3                      | 2                 |                       | 3                 | 2                    | Rit                    | Rit                 | 4                     | 9                  | 98    |
| 4         | Alex Schacht         | Honda        | 21                | 6                      | 8                 | Rit                   | 12                | 4                    | 4                      | 9                   | 6                     | 6                  | 75    |
| 5         | Adrian Nestorovic    | Yamaha       | 17                | 9                      | Rit               | 6                     | 5                 | 7                    | 6                      | 5                   | 3                     | Rit                | 74    |
| Posizione | Pilota               | Motocicletta | Italia (bandiera) | Paesi Bassi (bandiera) | Italia (bandiera) | San Marino (bandiera) | Spagna (bandiera) | Rep. Ceca (bandiera) | Regno Unito (bandiera) | Germania (bandiera) | Portogallo (bandiera) | Francia (bandiera) | Punti |

| Legenda | 1º posto        | 2º posto            | 3º posto            | A punti      | Senza punti        | Grassetto=Pole position Corsivo=Giro più veloce |
| Legenda | Gara non valida | Non qual./Non part. | Ritirato/Non class. | Squalificato | "-" Dato non disp. | Grassetto=Pole position Corsivo=Giro più veloce |